# Мандзай
Мандзай (яп. 漫才) — это традиционный комедийный жанр в Японии, который подразумевает выступление двух человек на сцене — цуккоми и бокэ, шутящих с большой скоростью. В то время как бокэ делает или рассказывает на сцене что-то глупое, цуккоми пытается над ним подшутить. Большая часть представления вращается вокруг взаимного недопонимания, иронии, каламбура и других словесных шуток. 

Пара актёров мандзай. Цуккоми и бокэ позади него (XIX век)

В XXI веке мандзай ассоциируется с Осакой или с кансайским диалектом, так как большинство комиков данного жанра используют кансайскую речь в своих представлениях.

## История
Истоки мандзая уходят к периоду Хэйан, когда на новый год было принято парами ходить по домам и давать небольшие представления (аналог колядок). После словесного поздравления один начинал танцевать, а другой аккомпанировал ему барабаном. Уже в период Эдо мандзай распространился по всей стране, имея различные названия в зависимости от района. Теперь он включал в себя не только песни и танцы, но и шуточные рассказы, диалоги, споры. После Второй мировой войны мандзай-представления практически исчезли, но теперь[когда?] постепенно возрождаются не только в театральной форме, но и посредством радио и телевидения.

## Этимология

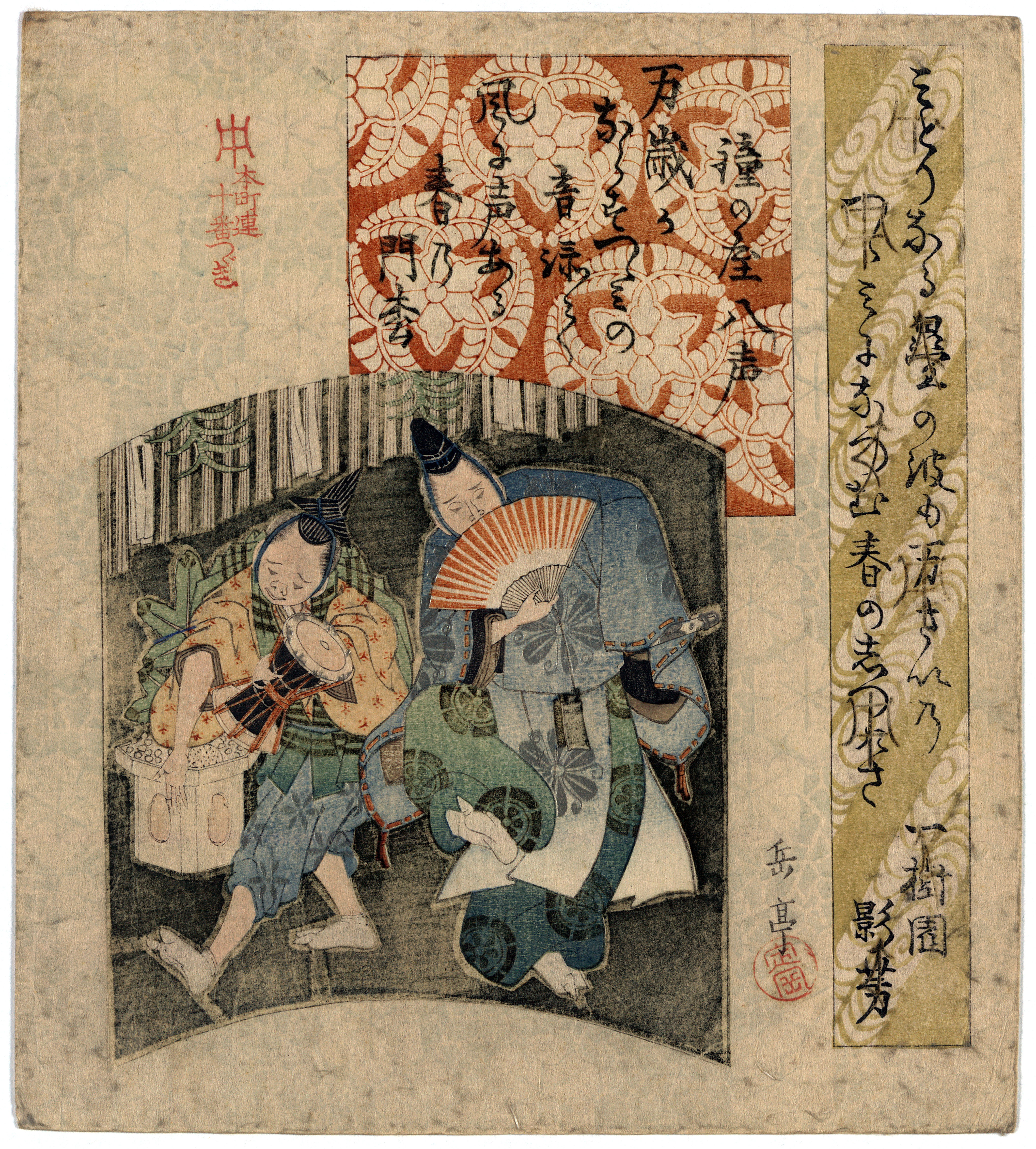
Изображение двух мандзай-актёров. Бокэ — слева, цуккоми — справа (1825 год)

Способ записи слова мандзай с помощью кандзи менялся несколько раз на протяжении многих лет. Изначально оно записывалось как 萬歳 («десять тысяч лет»), используя 萬 — архаичную форму записи иероглифа 万. С упрощением иероглифа 歳 до 才 слово приобрело косвенный смысл «десять тысяч талантов». Примерно в 1933 году иероглиф 萬 стал записываться как 漫, и теперь дословно 漫才 означает «комедийный талант».

## Бокэ и цуккоми
Два человека — бокэ и цуккоми — отличительная черта мандзая. Бокэ (яп. ボケ / 呆け) — дословно означает маразм или человека не от мира сего. Бокэ постоянно путается, забывает разные вещи и рассказывает глупости. Напротив, цуккоми (яп. ツッコミ / 突っ込み — «вклинивание») играет роль реалиста-прагматика и пытается поправлять первого. Для этой цели он зачастую использует харисэн (подвид веера). Другой частый атрибут мандзай-представления — небольшой барабан, который использует бокэ. Элементы мандзая присутствуют во многих комедийных аниме.